# Thomond
Thomond és un comtat d'Irlanda, que abans fou un dels principats irlandesos, amb títol de regne. El seu territori correspon als moderns comtats administratius de Clare i Limerick i la part nord del comtat de Tipperary i una part del d'Offaly. Els sobirans portaven el títol de rei de Tuaidh Mumhan (irlandès: Munster del Nord) 

## Història
El regne va sorgir per partició del regne de Munster a la mort del rei Domnnall Mor Mac Toirdhealbhach Ua Briain el 1194. Aquesta part del regne va quedar en mans dels descendents de Brian Boru origen de la família O'Brien; la resta fou el comtat d'Ormonde.
Els O'Brien van lluitar contra les invasions de barons anglo-normands. Es van concloure aliances matrimonials que van portar a la intervenció dels normands en les querelles dinàstiques.
El primer rei de Thomond fou Muircheartach mac Domnall Ua Briain (destronat el 1208). Muircheartach mac Toirdhealbhach el 22è rei de Thomond de 1539 a 1551 fou admès a la noblesa anglo-irlandesa amb el títol de baró d'Inchiquin i comte de Thomond. El va succeir com a baró el seu fill gran Diarmaid O'Brien, mort el 1557, mentre el títol de comte de Thomond fou portat per son cosí germà, Donnchad mac Conchobar Ua Briain, fill de Conchobar mac Toirdhealbhach Ua Briain 21è rei de Thomond de 1528 a 1539. Els descendents d'aquest darrer van conservar el títol fins a Henry O'Brien mort el 1741, i llavors que quedar suspesa fins al 1800. El 1654 el descendent de Diarmaid mac Muircheartach, 6è baró d'Inchiquin, Murrough O'Brien (mort el 1664) va rebre el títol de comte d'Inchiquin. El seu descendent i homònim Murrough O'Brien (mort el 1808), que fou el 5è comte d'Inchiquin, va rebre finalment el 1800 el títol de marquès de Thomond. Amb la desaparició sense hereus dels seus fills William (el 1846) i James (el 1855) les dignitats de comte de Thomond i de comte d'Inchiquin van desaparèixer. La de baró d'Ichiquin va passar a Lucius O'Brien descendent en 9a generació de Donough, el fill petit del darrer rei de Thomond.

## Principat
- 1194-1208 : Muircheartach Fin mac Domnall Mor Ua Briain (cegat el 1208 i mort 1239)
- 1194-1198: Conchobar Ruaidh mac Domnall Mor Ua Briain (mort 1202)
  - 1198-1212 : Muircheartach mac Brian
- 1208-1242 : Donnchad Cairbreach mac Domnall Mor Ua Briain.
- 1242-1268 : Conchobar Ruaidh mac Donnchad
- 1268-1277 : Brian Ruaidh mac Conchobair (mort 1277)
- 1278-1284 : Donnchad mac Briain (mort 1284)
  - 1276-1306 : Thoirdhelbach mac Tagd Cael Uisce
- 1306-1311 : Donnchad mac Toirdhelbaich (mort 1311)
- 1311-1313 : Diarmaid mac Donnchadh (mort 1313)
- 1313-1317 : Donnchad mac Domnaill (mort 1317)
- 1317-1350 : Brian Ban mac Domnaill (mort 1350)
  - 1317-1343 : Muircheartach mac Toirdhelbaich
- 1350-1364 : Diarmaid mac Toirdhelbaich
- 1364-1369 : Mathghamhaim Maomhaighe mac Muirchearteach
- 1369-1399 : Brian Catha an Aonaigh mac Mathghamhaim (fill)
- 1399-1426 : Conchobar mac Mathgamhaim (germà)
- 1426-1438 : Tagdh na Glaoidh Mor mac Brian (nebot, mort 1444).
- 1438-1446 : Mathghamhaim mac Brian (germà)
- 1446-1462 : Toirdhealbhach mac Brian (germà)
- 1462-1466 : Tagdh mac Toirdhealbhach (fill)
- 1466-1496 : Conchobar Mor na Shrona mac Toirdhealbhach (germà)
- 1496-1499 : Toirdhealbhach Gilla Duv mac Toirdhealbhach (germà)
- 1499-1528 : Toirdhealbhach mac Tadhg (fill)
- 1528-1539 : Conchobar mac Toirdhealbhach (fill)
- 1539-1551 : Muircheartach mac Toirdhealbhach (germà)

## Comtes
- 1543-1551 : Muircheartach mac Toirdhealbhach 1r comte de Thomond.
- 1551-1553 : Donnchadh mac Conchobar (nebot)
- 1553-1582 : Conchobar mac Donnchadh (fill)
- 1582-1624 : Donnchadh mac Conchobar (anglès: Donough O'Brien) (fill)
- 1624-1639 : Henry I (fill)
- 1639-1657 : Barnabas (Bernabé, germà)
- 1657-1691 : Henry II (fill)
- 1691-1741 : Henry (net, fill d'Henry, premort el 1690).
- 1741-1800 : Títol en suspens

## Barons i comtes d'Inchoquin (des de 1800 comtes de Thomond
- 1543-1551 : Muircheartach mac Toirdhealbhach 1r Baron d'Inchiquin.
- 1551-1557 : Diarmaid mac Muircheartach (fill)
- 1557-1573 : Muirchearteach (anglès: Murrough I) (fill)
- 1573-1597 : Murrough II (fill)
- 1597-1624 : Diarmaid (anglès: Dermot) (fill)
- 1624-1674 : Murrough III 1r comte d'Inchiquin el 1654 (fill)
- 1674-1691 : William I (fill)
- 1691-1719 : William II (fill)
- 1719-1777 : William III (fill)
- 1777-1808 : Murrough IV, comte i marquès de Thomond el 1800 (nebot, fill de Jamés, segon fill de William II).
- 1808-1846 : William IV (fill)
- 1846-1855 : Edward (germà)
- 1865: Les dignitats de comte i marquès de Thomond i de comte d'Inchiquin deixen d'existir.